# 伊丸岡篤
伊丸岡篤（日语：／ Imaruoka Atsushi，1972年5月23日—），日本男性配音員。隸屬於Mausu Promotion。出生於群馬縣伊勢崎市。血型A型。

## 簡歷
- 擔任聲優前原是拳擊手，與前輩加瀨康之、吉野貴宏同一專門學校出身，並以加瀨康之為努力目標，2001年加入Mausu Promotion的藝人養成所，2003年正式加入Mausu Promotion。
- 特色是在吼叫聲中混進假音，以演繹不良青年、壯年男性角色為主，其實也能演繹金剛中吉米那樣的少年角色。
- 於聲優高橋美佳子的電台節目「美佳子」第496回中表示，高中時代已經有拳擊比賽的參賽經驗。高中畢業後決定以當演員為目標來到東京。因考慮到鍛練體格對演出有幫助，所以有繼續進行拳擊手活動，並於25歲時取得職業拳擊手資格。

- 在持續進行拳擊手活動的數年間，因比賽落敗，突然想起到東京來的初衷，所以於27歲時引退。
- 自稱過往一直聲演不良、大叔、老伯和怪物之類的角色，難得接到如傳說的勇者的傳說中克勞那樣的帥氣型角色，所以感覺良好。

- 曾於動畫RGB中和斧敦志、葛城政典一起擔任第5、6話的片尾曲演唱，同劇組的聲優井上奈奈子對他在第7、8話的表現大為讚賞[注 1]。惟該動畫於播出第6話後遭腰斬，尚未播放的內容改為以廣播劇CD形式發售。
- 在JoJo的奇妙冒險連載開始前已經是荒木飛呂彥的漫畫迷。
- 於JOJOraDIO中表示，參與動畫JoJo的奇妙冒險試音時共接了喬納森、喬瑟夫、西撒和修特羅哈姆四個角色，當時完全以主角群為目標。因為預想修特羅哈姆該由更厲害的聲優來擔任，所以對自己當選成為修特羅哈姆的聲優而頗感意外，並感激動畫工作人員給他這個演出機會。

- 試音通過後，一直反覆練習修特羅哈姆的第一句台詞，在大街上亦如是。
- 當發現周遭的人對修特羅哈姆有很大期望時感到很大壓力。
- 關於緊接動畫第20話後的DVD廣告安排，本人表示全不知情，因此對於自己的廣告破壞該話營造的氣氛而略有微言。

## 演出作品
※粗體字為主要角色

### 電視動畫
2001年
- 頑皮小白貂（塔契／雪貂番長、長谷川、警官A、鼢鼠、老鼠、編輯、影迷B、紅帶箭毒蛙、救護員、司機、流浪犬A）

2002年
- サイキックアカデミー煌羅万象（日语：サイキックアカデミー煌羅万象）（流氓）
- 辣妹掌門人（教師）
- 彩夢芭蕾（狐獴）

2003年
- 銀河鐵道物語（大岩、男、機械化人1、聽眾、富豪C、研修生B）
- TEXHNOLYZE（日语：TEXHNOLYZE）（男D）
- 星球流浪記（男孩2）

2004年
- 詩∽片（職員B）
- 極道鮮師（大橋）
- 最遊記RELOAD（妖怪）
- 最遊記RELOAD GUNLOCK（妖怪、村人）
- 狂砂小子（大波波浪）
- 科幻特攻 Burn-Up Scramble（大嬸D、小偷、男公關、指揮官、犯人B、美男B、偷窺男）
- 光與水的女神（研究員A）
- 完美超人Joe（ビアンキー）
- 忘卻的旋律（委員長）
- 烘焙王（參賽者、新人、星飛○馬）

2005年
- 武器種族傳說（司令官、福利哥、拉可多魯、空賊、賊、頭目、男、敵、船客、士兵）
- 格鬥美神 武龍（日语：格闘美神 武龍）（門下生、使三節棍的人）
- 巖窟王（記者1）
- 王牌鑒定人 Gallery Fake（日语：ギャラリーフェイク）（無線音聲）
- CLUSTER EDGE（軍校學生）
- 交響詩篇（監視員B、隊員B）
- 甲蟲王者（主持人）
- 地獄少女（安田秀雄）(第6話)
- MÄR 魔兵傳奇（士兵）
- SHUFFLE!（中林弟）
- Tide-Line Blue（日语：タイドライン・ブルー）（船員）
- BASILISK甲賀忍法帖（地蟲十兵衛、甲賀忍者、伊賀忍者、伊賀眾、侍、旅人）
- 不可思議星球的雙胞胎公主（爸爸）
- 魔法少女奈葉A's（管理局醫師）
- 魯邦三世 天使的策略 〜夢的碎片是殺人的香味〜（流氓A）

2006年
- 後天的方向（計程車司機）
- RGB ADVENTURE（日语：RGBアドベンチャー）
- 歡迎加入NHK！（野村英人、怪物、男、記者、山崎的父親、年輕人）
- 櫻蘭高校男公關部（男學生B、鳳家民警B、男B、民警）
- （男）
- Kanon（TV内探險隊）
- 銀河鐵道物語〜永遠的分歧點〜（常客A、查理、盜竊犯、軍人、男伴（醫生）、作業員、整備員B、來賓男D、隊員B、工作人員B、客A、海賊、住人）
- Ghost Hunt（理事長、記者、導演、ケンジ的父親）
- 星際海盜（艦長）
- 地獄少女（末次吾朗）(第22話)
- 地獄少女 二籠（佐久間(第4話)、攝影師(第9話)、谷電氣(第13話)）
- 少年陰陽師（猿鬼、蠻蠻）
- 009-1（阿波羅）
- 奏光之Strain（ホップス）
- 太陽默示錄（日语：太陽の黙示録）（寺田）
- TOKYO TRIBE2（日语：TOKYO TRIBE2）（HANDS、WARU）
- 純愛手札 Only Love（城崎文彥、赤星浩美、男子1、學生會成員、啦啦隊隊長）
- 小心啊公主（校長、攝影師）
- 不可思議星球的雙胞胎公主 Gyu!（班·喬）
- BLACK BLOOD BROTHERS（鎮壓小隊、吸血鬼、刺客、遊民、隊員）
- 獻上女神的祝福！（日语：護くんに女神の祝福を!）（男學生）
- 無敵看板娘（男）
- 魯邦三世：七日狂想曲（警官A）
- RAY THE ANIMATION（男）
- 血色花園（貨車司機）
- 衝吧！徹之進（約翰、Z團團長）

2007年
- 王牌投手 振臂高揮（山之井圭輔、一壘壘審、三壘壘審、其他）
- 月面兔兵器米娜（ジャジール星人、AD）
- Keroro軍曹（小山）
- Ghost Hunt（校長、吉見榮次郎）
- 青空下的約定（教頭、藤村司）
- 地獄少女 二籠（劍持平太郎(第17話)、真里的父親(第20話)、尾崎茂樹(第24話)）
- SHUFFLE! MEMORIES（中林弟）
- 絲綢之路少年雄途（大臣）
- 神曲奏界（教師）
- 鬼面騎士（DJ）
- 無敵偵探貴公子（鈴木權次）
- 瀨戶的花嫁（永澄父、燦派、鰤夫、鋼鐵番長）
- 逮捕令 全速前進（男）
- 奔向地球（教授）
- TOKYO TRIBE2（日语：TOKYO TRIBE2）（佐佐木、側近A）
- Baccano!（達拉斯·傑諾亞德）
- 竹劍少女（外山晶、主審）
- 暮蟬悲鳴時解（幕僚、職員、監查員）
- 魔法少女奈葉StrikerS（局員B）
- 羅密歐×茱麗葉（憲兵、書記）

2008年
- 天月（侍、岡心）
- 骷髏13（スコット）
- S·A特優生（光的父親）
- 地獄少女 三鼎（三枝健吾） (第11話)
- 夏目友人帳（桐）
- 隱王（六條曉）
- 火影忍者疾風傳（不動）
- 道子與哈金（店主）

2009年
- 獸之奏者（卡隆）
- GA 藝術科美術設計班（老師）
- 真無敵鐵金剛 衝擊！Z篇（暗黑寺刑警）
- 戰國BASARA（直江兼續）
- 川崎前鋒 × 天體戰士桑雷德（壞洛太、男之聲）※DVD特典
- 白色相簿（記者2、FD）

2010年
- Angel Beats!（老師）
- 王牌投手 振臂高揮 夏季大會篇（山之井圭輔）
- 海月姬（月海的父親）
- 江戶盜賊團五葉（傳七）
- 聖痕鍊金士（胡狼）
- 戰國BASARA貳（直江兼續）
- 無頭騎士異聞錄（泉井）
- 傳說的勇者的傳說（克勞·卡洛姆）
- B型H系（教師、隊長）
- FAIRY TAIL（眼鏡蛇）
- 緣之空（悠的父親）

2011年
- 神樣DOLLS（室田）
- 魔劍姬！（耕志玄）
- 迷茫管家與膽怯的我（狼）

2012年
- 少女 & 坦克（新三郎）
- JoJo的奇妙冒險（魯多爾·馮·修特羅哈姆）
- 女神異聞錄4（無名）#23

2013年
- 武士弗拉明戈（斷頭台大猩猩）
- 探險托里蘭托（加爾德）
- 襲來！美少女邪神W（劄爾）
- 記錄的地平線（迪米[夸] 错误：{{Lang}}：無法辨識代碼 cn（帮助）斯）

2014年
- 少年好萊塢 -HOLLY STAGE FOR 49-（日语：少年ハリウッド）（上池）
- 天雷爭霸：復仇者聯盟（ジョエル・マーフィー、モードック）
- 展開騎士（スライガー）
- HAMATORA ─超能偵探社─（江戶川）
- FAIRY TAIL 第2季（眼鏡蛇）
- 魔劍姬！通（耕志玄）
- 目隱都市的演繹者（村人A）
- 人生諮詢電視動畫「人生」（假吉高）
- 前進吧！登山少女 Second Season（須先生）
- 記錄的地平線2（迪米[夸] 错误：{{Lang}}：無法辨識代碼 cn（帮助）斯）

2015年
- 暗殺教室（侍者／SMOG）
- 影子籃球員 第三季（石田英輝）
- 亂步奇譚 拉普拉斯的遊戲（須永）
- 無頭騎士異聞錄 DuRaRaRa!!×2 轉（泉井蘭）
- 一拳超人（背心黑洞）
- 全部成為F THE PERFECT INSIDER（長谷部聰）

2016年
- 春太與千夏～春太與千夏共度青春～（不動產屋的松田）
- 暗殺教室 第2期（SMOG）
- 無頭騎士異聞錄DuRaRaRa!!×2 結（泉井蘭）
- SUPER LOVERS（伊藤老師）
- HEYBOT!（日语：ヘボット!）（ネジキール卿）
- 時間飛船24（織田信長）
- TRICKSTER －來自江戶川亂步「少年偵探團」－（日语：TRICKSTER -江戸川乱歩「少年探偵団」より-）（根本鑛一）
- 奇異太郎少年的妖怪繪日記（旁白）

2017年
- TRICKSTER －來自江戶川亂步「少年偵探團」－（浦島五朗）
- 偶像事變（小野寺）
- SUPER LOVERS 2（環）
- KiraKira☆光之美少女 A La Mode（霍托、畢塔多、斯邦金）
- 正確的卡多（中國大使）
- 騎士&魔法（達維·霍普肯）
- 動作女英雄啦啦水果（現場監督的森）
- 地獄少女 宵伽（安田秀雄）
- 十二大戰（父）
- 3月的獅子 第2期（教頭）

2018年
- OVERLORD II（沙丘隆特）
- 博多豚骨拉麵團（井良澤）
- 罪人與龍共舞（赫洛迪魯）
- 刀劍神域外傳 Gun Gale Online（休伊）
- 鋼彈創鬥者 潛網大戰（丹尼爾）
- 隊長小翼（城山正）
- 前進吧！登山少女 Third Season（須先生、福澤諭吉、黑崎大樹）
- 昴宿七星（雷托斯）

2019年
- 慕留人-火影忍者新世代-（商隊領導）
- FAIRY TAIL 最終季（眼鏡蛇）
- 一拳超人（第2期）（背心黑洞）
- 消滅都市（傑克）
- 偶像學園Friends！〜閃耀的寶石〜（算命大臣）
- BEM（影男）
- 非槍人生NO GUNS LIFE（ヘイデン・ゴンドリー）

2020年
- 異種族風俗娘評鑑指南（戴蒙滋）
- 神推偶像登上武道館我就死而無憾（小菅）
- 隱瞞之事（編輯者）
- 弩級戰隊HXEROS（博士）
- 魔物娘的醫生（師傅）

2021年
- もっと!まじめにふまじめ かいけつゾロリ（ミハエル）
- 龍先生，想要買個家。（戈弗雷）
- 關於我轉生變成史萊姆這檔事 轉生史萊姆日記（米德雷）
- 關於我轉生變成史萊姆這檔事 第2期（米德雷）
- Muv-Luv Alternative（小澤久彌）
- 陰陽眼見子（豪塚）
- 逆轉世界的電池少女（鬍子大叔）
- 結城友奈是勇者 -大滿開之章-
- 鬼滅之刃 遊郭篇（京極屋老闆）

2022年
- 東京24區（山森）
- 現實主義勇者的王國重建記 第2期（歐恩·賈巴納）
- 薔薇王的葬列（黑斯廷斯）
- 白領羽球部（松下幸治[1]）
- 忍之一時（鈴之音巖鐵）
- 黃金神威（稻葉勝太郎）
- 前進吧！登山少女 Next Summit（須先生、黑崎大樹）
- 異世界歸來的舅舅（格蘭茲）
- Fate/Grand Order 藤丸立香不明白 年末特別篇（戈爾德魯夫·穆席克）

2023年
- Fate/Grand Order 藤丸立香不明白 Season1（戈爾德魯夫·穆席克）
- EDENS ZERO 伊甸星原（大地[2]）
- 七魔劍支配天下（西拉·利弗莫爾[3]）
- 奇異賢伴 黑色天使（蘭格）
- 地下忍者（猿田）
- 堤亞穆帝國物語～從斷頭台開始，公主重生後的逆轉人生～（葛拉漢）

2024年
- 戰國妖狐（兜之暗）
- 隊長小翼Season2 青少年篇（城山正、袞達）
- Re:Monster（哥布劍）
- 月光下的異世界之旅 第二幕（扎拉）
- 狼與辛香料 MERCHANT MEETS THE WISE WOLF（旅行的說教師、說教師）
- 擅長逃跑的殿下（五大院宗繁）
- Fate/Grand Order 藤丸立香不明白 Season2（戈爾德魯夫·穆席克）
- 新人大叔冒險者，被最強隊伍操到死成無敵（托里斯）
- 關於我轉生變成史萊姆這檔事 第3期（米德雷）
- 刀劍神域外傳 Gun Gale Online II（休伊）
- 孤單一人的異世界攻略（歐夫塔[4]、歐克A、歐克C）

2025年
- 七龍珠大魔（ヒリア）
- 使人誤解的工房主～關於原英雄隊伍的雜役人員，實際上除了戰鬥能力外全是SSS的故事～（トリスタン）
- Fate/Grand Order 藤丸立香不明白 Season3（戈爾德魯夫·穆席克）

### OVA
2002年
- 高校鐵拳傳 TOUGH（日语：高校鉄拳伝タフ）（御國野）
- 殺手阿一（信雄）

2005年
- 鴉 -KARAS-（妖怪A）
- 閃耀計劃（日语：きらめき☆プロジェクト）（修密特、工員）
- 撲殺天使朵庫蘿（梅澤）
- 圓盤皇女 星靈節的新娘（海賊、負責人）
- LAST ORDER -FINAL FANTASY VII（神羅兵B）

2006年
- 大魔法峠（近衛兵）
- 厄夜怪客（警官、傭兵部隊副長、副長）
- OVA 瑪莉亞的凝望 3rd Season（澤村源助）

2008年
- 瀨戶的花嫁OVA（永澄父、鰤夫、零組學生）

2009年
- 聖鬥士星矢 THE LOST CANVAS 冥王神話（地伏星 蚯蚓 拉米）
- Egg Man（藤堂）

2011年
- 幻想嘉年華（班主任、佐佐木拔刀齋、旁白、教師、牛仔）

2013年
- 参乗合体 トランスフォーマーGo!（日语：参乗合体 トランスフォーマーGo!）（咒龍）

### 劇場版動畫
2007年
- -JAPAN

### 網路動畫
2006年
- あゆまゆ劇場（客人）

2008年
- AMERICAN JOKE TV（American Baycook）

2014年
- Wonder Momo（Glooder）

2015年
- NINJA SLAYER忍者殺手（ヤマヒロ）
- 魔法☆瘋狂廚房（黑胡椒）

2016年
- DRAGONBIRD（龍）
- 影音二手店的女店員 X（清原）[5][6][7]

2023年
- Fate/Grand Order 搞不懂的藤丸立香（戈爾德魯夫·穆席克[8]）

2024年
- Fate/Grand Order 搞不懂的藤丸立香 第2期（戈爾德魯夫·穆席克）

2025年
- Fate/Grand Order 搞不懂的藤丸立香 第3期（戈爾德魯夫·穆席克）

### 遊戲
2002年
- 侍（堂島軍二）

2003年
- 侍道2（日语：侍道2）（堂島、弦庵、鐵匠）
- SNOW
- 新世紀GPX Cyber Formula Road to the Infinity（車手）

2004年
- 3年B班金八老師～成為傳說中的教師!（龍二的父親、領隊、的中學教師2）
- Sentimental Prelude（日语：センチメンタルプレリュード）（日下部）
- Full House Kiss（瀨戶口明）

2005年
- 宇宙球團 決戰!! 勝利球團篇（日语：アストロ球団）（宇野球一）
- 忍道 戒（日语：忍道 戒）（赤目武士（A）、一条武士（B））
- Twelve ～戰國封神傳～（日语：Twelve〜戦国封神伝〜）
- 東京巴士案內2（日语：東京バス案内）
- 風雲 幕末傳（相馬主計）

2006年
- 犬神! feat.Animation（鄰居）
- 交響詩篇艾蕾卡7 第2章 新景像（日语：エウレカセブン (ゲーム)）（情報部人員）
- 降魔靈符傳（ゲンアン）
- 忍道 匠（赤目武士（A）、一条武士（B））
- 忍道 焰（赤目武士）
- 戰國BASARA2（直江兼續、士兵）
- 純愛手札Online（城崎文彥、體育教師）
- 花歸葬
- 靈彈魔女
- 藍龍（帕契斯鎮居民）
- Full House Kiss2（瀨戶口明）

2007年
- 偽りの輪舞曲（日语：偽りの輪舞曲）
- 末日之戰（士兵）
- 降魔靈符傳 貳（ゲンアン）
- JET IMPULSE（日语：ジェットインパルス）
- 少年陰陽師 歸天之翼（朱雀、猿鬼、蠻蠻）
- （小金丸信照）
- 戰國BASARA2 英雄外傳（直江兼續、士兵）
- Destroy All Humans!（勞動者）
- 暮蟬悲鳴時祭
- 美少女夢工坊5（黑田仁）
- Full House Kiss2～戀愛迷宮～（瀨戶口明）
- 玄天神劍
- Tom Clancy's Rainbow Six: Vegas

2008年
- Away: 混亂迷宮（英语：Away: Shuffle Dungeon）
- CHAOS;HEAD
- 末日之戰：獵殺悍將（北韓士兵）
- 侍道3（日语：侍道3）（堂島兄弟、藤森兵／野武士／村人（男）／町人（男））
- Too Human（英语：Too Human）
- Naruto: The Broken Bond（英语：Naruto: The Broken Bond）
- 榮耀戰場：地獄棧道（Corporal Thomas "Zano" Zanovich）
- 虹彩六號：拉斯維加斯2
- RESISTANCE 2（英语：Resistance 2）

2009年
- 刺客教條II
- 秘境探險2：盜亦有道
- 命運石之門
- 罪與罰：宇宙的後繼者（日语：罪と罰 〜宇宙の後継者〜）
- 天誅4（浪人劍士）
- 鷹戰X
- 最終幻想XIII

2010年
- 刺客教條：兄弟會
- 劍與魔法與學園 3（日语：剣と魔法と学園モノ。3）
- 決勝時刻：黑色行動（Swift）
- 快打旋風IV（阿頓）
- 縱橫諜海：斷罪
- 戰國BASARA3（直江兼續）

2011年
- 刺客教條：啟示錄
- 秘境探險3：德瑞克的騙局
- 凱薩琳（丹尼爾）
- 侍道4（日语：侍道4）（堂島軍二）
- 快打旋風IV 街機版（阿頓）
- 戰國BASARA 年代群雄（直江兼續）
- 戰國BASARA3 宴（直江兼續）
- FAIRY TAIL 激戰！卡爾地亞大聖堂（眼鏡蛇）
- 神劍闖江湖-明治劍客浪漫譚- 再閃（戌亥番神）
- RESISTANCE 3（英语：Resistance 3）

2012年
- 刺客教條III: Lady Liberty
- 刺客教條︰啟示錄DLC - 失落的記憶
- Dragon Age II
- 惡靈古堡 啟示
- FAIRY TAIL 瑟雷夫覺醒（眼鏡蛇）
- 榮譽勳章：鐵血悍將
- 仙境傳說奧德賽
- 神劍闖江湖-明治劍客浪漫譚- 完醒（戌亥番神）

2013年
- 末日之戰3（CELL 3）
- JOJO的奇妙冒險 ALL STAR BATTLE（魯多爾·馮·修特羅哈姆）
- 縱橫諜海：黑名單
- PlayStation全明星大亂斗
- 地鐵：最後的曙光（法西斯少校）
- 崛起：羅馬之子（Basillius）
- 仙境傳說奧德賽ACE

2014年
- JOJO的奇妙冒險 STARDUST SHOOTERS（魯多爾·馮·修特羅哈姆）
- Ultra快打旋風IV（阿頓）
- 戰國BASARA4（直江兼續）

2015年
- 戰國BASARA4皇（直江兼續）

時間未定
- JOJO的奇妙冒險 EYES OF HEAVEN（魯多爾·馮·修特羅哈姆）

2016年
- 鬥陣特工（溫斯頓）

### 外語片配音
2002年
- Big Wolf On Campus（英语：Big Wolf On Campus）（1999年加拿大電視劇）（9、10話）
- So Little Time（英语：So Little Time）（2001年美國電視劇）（8話）

2003年
- 24 第一季（17-20話）
- 無法無天
- 遠離天堂
- Twice in a Lifetime（英语：Twice in a Lifetime (TV series)）（1999年加拿大電視劇）（18話）

2004年
- Casa de los Babys（英语：Casa de los Babys）（2003年美國電影）（Mercurio）
- CSI犯罪現場 第四季（22話）
- 鬱金香方方（英语：Fanfan la Tulipe）（2003年法國電影重製版）
- Marsh-Brosok（2003年俄羅斯電影）
- SAMOURAIS（英语：Samourais）（2002年法國電影）
- 芝麻街（伯爵）※東京電視台版
- 星艦戰將 ※富士電視台版
- 太極旗飄揚
- 非常命案（2004年美國電影）
- 鍥而不捨（英语：Veronica Guerin (film)）（2003年美國電影）

2005年
- 72 Metra（英语：72 Meters）（2004年俄羅斯電影）
- 蝙蝠俠：開戰時刻
- 天生拳霸（英语：Born to Fight (2004 film)）（2004年泰國電影）（Moo）
- 情約笨豬跳（英语：Bungee Jumping of their own）（2001年韓國電影）
- 卡特教頭（2005年美國電影）
- Control（2004年美國電影）
- 鬥犬
- 血盟兄弟 (電影)（英语：Four Brothers (film)）（2005年美國電影）
- 哈利波特－火盃的考驗
- 烏龍元首（英语：Head of State (film)）（2003年美國電影）
- 金剛（吉米）
- 功夫
- 登峰造擊（Omar）
- 冰上奇蹟（2004年美國電影）
- 深入虎穴（英语：Out of Reach (film)）（2004年美國電影）
- 紫蝴蝶
- 實尾島風雲 ※朝日電視台版
- 機戰未來
- 法外情真 第一季（英语：The Guardian (TV series)）（2001年美國電視劇）（3、16、19、22話）
- 法外情真 第二季（2002年美國電視劇）（9、13、15話）
- 雙面翻譯（2005年美國電影）（Doug）
- 限制級褓母
- 毒鑰（2005年美國電影）
- 尋找殺機（英语：The United States of Leland）（2003年美國電影）
- 美麗緣未了
- 笑傲江湖（木高峰）
- 鼠魔俠（英语：Willard (2003 film)）（2003年美國電影）

2006年
- CSI犯罪現場：紐約 第一季（4、5話）
- 伊莉莎白一世傳奇（英语：Elizabeth I (TV miniseries)）（2005年美國電視劇）
- 搖擺大肚王（英语：Fat Albert (film)）（2004年美國電影）（比爾）
- 實習醫生 第一季（1-2、5-8話）
- 又是誰搞的鬼（2006年美國電影）（羅傑）
- 狗仔隊
- 空中決戰（英语：Sky Fighters）（2005年法國電影）
- 太空競賽（3話）
- 超人再起（史丹佛）
- 達文西密碼
- 轟天雷（2006年美國電影）
- 飆風天王（英语：The Dukes of Hazzard (film)）（2005年美國電影）
- 蒙面俠蘇洛2：不朽傳奇（2005年美國電影）
- 異形浩劫（2006年加拿大電影）（Chris）

2007年
- 24 第五季（Rick Burke）
- 300壯士：斯巴達的逆襲（波斯指揮官）
- CSI犯罪現場：紐約 第二季（9-11話）
- 仁心仁術 第十二季（Lwendo、Sadig）
- 浪漫滿屋（1話、攝影師（3話））
- 盧安達飯店（杜貝）
- 迫在眉梢 ※日本電視台版
- 博物館驚魂夜 ※未公開片段
- 慾望城市 第五季（3、4話）
- 蜘蛛人3
- 往關塔那摩之路（英语：The Road to Guantanamo）（2006年英國電影）（沙菲克）
- 光明追捕手：黑紀元（英语：The Seeker (film)）（2007年美國電影）（James Stanton）

2008年
- 史前一萬年（莫哈）
- 24 第六季（Rick Burke）
- 喋血外星人（英语：Alien Siege）（2005年美國電影）（Leon）
- 神鬼認證：最後通牒（柏茲）
- 黑暗騎士（劉先生）
- 靈感應 第一季（Julian Borgia）
- 麻辣女王2：美麗的要命（2005年美國電影） ※朝日電視台版
- New Heart 嶄新的心（禹仁泰）
- 慾望城市 第六季
- 足球尤物（2006年美國電影）
- 史密斯先生（強盜1）
- SAS反恐現場 第一、第二季（2002年英國電視劇）（Corporal Ricky Mann）

2009年
- 公爵夫人
- 三國演義（徐晃）
- 合法入侵（2008年美國電影）
- LOST 第五季（Caesar）

2010年
- 24 第八季（Kevin Wade）
- 菜鳥新人王（2009年美國電影）（Joel）
- 亞瑟的奇幻王國2：馬塔殺的復仇（英语：Arthur and the Revenge of Maltazard）（2009年法國電影）（Max）
- 犯罪心理 第四季（6話）
- 決戰時裝伸展台 第六季 （Collier Strong）

2011年
- A計劃（周永齡手下）※WOWOW新錄音版
- 犯罪心理 第五季（10話）
- 檀島警騎2.0 第一季（10話）
- 愛卡莉（23話）
- 決戰時裝伸展台 第七季（Collier Strong）
- 鋼鐵擂台
- 超人前傳 第八季（2、7、12、22話）
- 超自然檔案 第六季（8話）
- Stand by Me（1986年美國電影）※BD版
- 燃燒鬥魂

2012年
- Above Suspicion: Silent Scream（英语：Above Suspicion (TV drama)）（2、3話）
- 家族風雲 第五季（11、16、19話）
- 犯罪心理 第六季（4話）
- 地球的末日（2011年加拿大電影）
- 律政俏師太 第二季（2話）
- 檀島警騎2.0 第二季（Ray Mapes、其他）
- Power Rangers Mystic Force（英语：Power Rangers Mystic Force）（2006年美國電視劇）（Imperious）
- 決戰時裝伸展台 第八季（Collier Strong）
- 臥底老闆 第二季（美國版本）（9話）
- 記憶神探（10話）

2013年
- 我老爸的房子（英语：Casa de mi padre）（2012年美國電影）（Raúl Álvarez）
- 隕落星辰 第二季（1-4、6話）
- 檀島警騎2.0 第三季（2話）
- 馬醫（12話）
- 決戰時裝伸展台 第九季（Collier Strong）
- Power Rangers Samurai（英语：Power Rangers Samurai）（2011年美國電視劇）（Antonio／Gold Samurai Ranger、Octoroo）
- 貝城歹徒（2012年美國電影）（McQueen Oodie）

2014年
- 300壯士：帝國崛起（General Bandari）
- 犯罪心理 第八季（9話）
- 星際異攻隊
- Power Rangers Super Samurai（2012年美國電視劇）（Antonio／Gold Samurai Ranger、Octoroo）
- 決戰終點線（Anthony 'Bubbles' Horsley）

2015年
- 淒厲人妻（老普）

### 外語片配音（動畫）
2004年
- Aqua Kids（日语：アクアキッズ）
- 小孩大聯盟（18話）

2005年
- 四眼天雞

2006年
- 汽車總動員（Brian）

2007年
- 木偶迷城（英语：Strings (2004 film)）（2005年丹麥電影）

2008年
- Curious George（英语：Curious George (TV series)）（2006年美國動畫）

2009年
- Shuriken School: The Ninja's Secret（英语：Shuriken School）（2007年法國電影）

2010年
- Curious George: A Very Monkey Christmas（2009年美國電影）
- 變形金剛進化版（Ironhide、Cliffjumper、Warpath、Highbrow、Oil Slick）

2011年
- 里約大冒險（路易茲）

2012年
- Gravity Falls（Soos）
- 變形金剛 領袖之證（Breakdown、Zamu）

2014年
- 里約大冒險2（路易茲）

### 特攝片
- 假面騎士OOO（ウニアルマジロヤミー）
- 超級戰隊系列
  - 炎神戰隊轟音者（害氣目電暖爐蠻機）
  - 天裝戰隊護星者（幽魔獸貘的夢）
  - 烈车战队特急者（バクダンシャドー、ミニバクダンシャドーの声）

### 廣播劇CD
2002年
- ～～（餓鬼）
- TSUBASA 〜〜（擂台司儀）

2003年
- TSUBASA2 ～～（擂台司儀、專門誌記者）
- 〜Sweet but Nasty…〜（男B）

2004年
- Voice （同僚）
- （蠻蠻）
- （雜鬼）
- （雜鬼）
- SNAKE DEAD（スネーク・デッド） VOL.1
- （駕駛員）

2005年
- （小谷）
- （雜鬼）
- （猿鬼）
- （猿鬼）
- 月は闇夜に隠るが如く（日语：月は闇夜に隠るが如く）（男眾）
- 東山道轉墜異聞（日语：東山道転墜異聞）（藩士、扒手）
- Hybrid Child（藩士）
- （地蟲十兵衛、伊賀者）
- （大多）
- FLESH & BLOOD 1（醫生）
- （男學生A）
- （タイガーショップ店員）

2006年
- （老師）
- 吟遊黙示録マイネリーベ wieder ドラマCD Vol.2 鴇色の旅（シルトパット）
- （猿鬼）
- （猿鬼）
- GP学園情報處理部2（學生）
- （ヤクザ）
- （聽眾B）
- I（男2）
- （管家）
- ドラマCD Vassalord. Act.I（日语：Vassalord.）
- （地蟲十兵衛）
- 封殺鬼VII ～修羅の降る刻～（日语：封殺鬼）（神島的術者2）
- FLESH & BLOOD 2,3（ヒュー）
- （男性審査員）

2007年
- （ギブソン、バンバンジー）
- Angel's Feather Vol.7（日语：Angel's Feather）（橋本）
- 危機之介御免 音之壱盤 ～毒味之危機～（佐野）
- （牛頭鬼）
- CLANNAD -クラナド- Vol.5 坂上智代
- 瀨戶的花嫁ドラマCD 瀨戶内番外地 恋の夕凪篇（永澄父）
- ドラマCD Vassalord. Act.II（日语：Vassalord.）

2008年
- V ～～
- （黑羊）
- VIP 3 ―蠱惑―（隆二）
- 放課後ラブハーツ スペシャルドラマCD（桐生鬼丸齋之新·羅刹）※瀨戶的花嫁DVD第7卷特典CD

2009年
- 悖德之城 -The Genetic Sodom ILEGENES-（クルダップ）
- （猿鬼）
- （猿鬼）

2010年
- TVアニメ 伝説の勇者の伝説 菲莉絲CD（克勞·卡洛姆）
- 東海道HISAME-陽炎- 高野山激鬥篇（朱里丸）
- FLESH & BLOOD 8（醫生）

2011年
- （副官、曾曾曾祖父）

2013年
- 百器徒然袋5 風 雲外鏡 薔薇十字探偵の然疑（權田信三）

### Radio Drama
- VOMIC 青之驅魔師（惡魔、家族C）
- 星界的戰旗IV（アルボフ）
- （鴨下春樹）

### 有聲書
2009年
- ハッピーバースデー（日语：ハッピーバースデー 命かがやく瞬間）（真田）

2013年
- 藝人交換日記～黃色之心物語～（日语：芸人交換日記〜イエローハーツの物語〜）

2014年
- 晴天霹靂（丸山鐵二）

### 電台節目
2010年
- （第21、22回嘉賓）
- のののラジオ（第24回嘉賓）

2011年
- 美佳子@ぱよぱよ（第496回嘉賓）

2013年
- JOJOraDIO（第17、18回嘉賓）

### CM
2006年
- 衝吧！徹之進第43話番組宣傳廣告

2012年
- （於節目內放送）

2013年
- 味噌湯
- JoJo的奇妙冒險第14話BD·DVD廣告
- JoJo的奇妙冒險第20話BD·DVD廣告

### 其他
- 川崎前鋒 原創動畫（壞洛太）

## 註解
1. ↑  .   [2013-05-30]. （原始内容存档于2019-02-22）.
2. ↑  .   [2013-05-30]. （原始内容存档于2020-12-06）.

## 外部連結
- （日語） Mausu Promotion的介紹頁 （页面存档备份，存于）